# 薩帕良加區
薩帕良加區（西班牙語：Distrito de Sapallanga），是秘魯的一個區，位於該國中部胡寧大區的萬卡約省，始建於1857年1月2日，面積119.02平方公里，海拔高度3,285米，2005年人口13,878，人口密度每平方公里120人。